# Edmund Boyle (7e comte de Cork)
Edmund Boyle, 7e comte de Cork et 7e comte d'Orrery (21 novembre 1742 - 30 mai 1798) est un pair irlandais.

## Biographie
Fils cadet du 5e comte de Cork et de Margaret Hamilton, il hérite des titres à son demi-frère en 1764. Il est décédé à l'âge de 56 ans à Marston House et a été enterré à l'église St John à Frome dans le Somerset.
Le 31 août 1764, il épouse d'abord Anne Courtenay (1742-1785), fille et héritière de Kelland Courtenay (1707-1748). Ils ont six enfants, une fille et cinq fils, dont Edmund Boyle (8e comte de Cork) et l'amiral Courtenay Boyle, et sont séparés en 1782.
Le 17 juin 1786, il épouse ensuite Mary Monckton, fille de John Monckton (1er vicomte Galway) : son salon est l'un des centres de la vie intellectuelle à Londres pendant un demi-siècle.
L'ODNB considère que Charles Dickens a utilisé Lady Cork comme modèle pour Mme Leo Hunter dans The Pickwick Papers et que Benjamin Disraeli, qui connaissait bien Lady Cork, l'aurait décrite avec précision comme étant Lady Bellair dans son roman de 1837, Henrietta Temple.